# ماکاراویتا
ماکاراویتا (انگلیسی: Macaravita) یک منطقهٔ مسکونی در کلمبیا است.